# 肥牛牛布斯
《肥牛牛布斯》，原名Boes，是一部由荷蘭漫畫家Wil Raymakers原創，日本卡通公司"Telescreen"與荷蘭的製作公司"Meander Studios"合作改編製成電視動畫。
在台灣最初曾以《笑笑動物劇場》之名發行販售錄影帶，後來才於無線電視台用《牛尾巴》作為名稱於下午時段播出(但配音與譯名完全與前者不同)。
《肥牛牛布斯》以動物為主角。劇情描寫一隻名為布斯（Boes）的牛經營「趣味農場」的故事。布斯最好的朋友是名叫達度（Tad）的烏龜，巨嘴鳥旁白間中說出一些諷刺話；另有一隻怕事，名為古魯密修的鴕鳥，每當發生事故就會把頭埋在土裡，肥豬平古也是重要配角之一。這個故事仍在荷蘭的日報和周報刊載專欄漫畫。
該節目從1987年4月7日至9月29日每週星期二19:00～19:30，從1987年10月6日至1988年3月29日每週星期二18:00～18:25時間在東京電視台播放。
曾於1988年底至89年初於無線電視翡翠台播放。
此部卡通影集於1990年1月3日至1990年4月4日在台灣電視公司頻道播出，共播出53集。

## 主要角色及配音員

### 主要角色
- 布斯

- 是農場的擁有者。 儘管他對其他角色友善，但有時他的態度會使事情雪上加霜。
- 達度

- 可能是布斯最好的朋友，在每一集中都經和他在一起。在劇情中經常會因事弄致龜殼碎掉。他在荷蘭漫畫，意大利版本和動畫版本中，都是雌性烏龜。 
| 角色名稱 | 香港配音員 |
| -------- | ---------- |
| 布斯     | 盧國權     |
| 達度     | 馮錦堂     |
| 巨嘴鳥   | 林保全     |